# گری فلیکرافت
گری فلیکرافت (انگلیسی: Garry Flitcroft؛ زادهٔ ۶ نوامبر ۱۹۷۲) بازیکن فوتبال اهل بریتانیا است.
از باشگاه‌هایی که در آن بازی کرده‌است می‌توان به باشگاه فوتبال بلکبرن روورز، باشگاه فوتبال بری، باشگاه فوتبال شفیلد یونایتد، و باشگاه فوتبال منچستر سیتی اشاره کرد.
وی همچنین در تیم ملی فوتبال زیر ۲۱ سال انگلستان بازی کرده‌است.